# Norwood, Massachusetts
Norwood är en kommun (town) i Norfolk County i delstaten Massachusetts, USA. Vid 2020 års folkräkning hade kommunen 31 611 invånare.

## Kända personer från Norwood
- Bonnie Zacherle, illustratör och designer